# Tivyna
Genre
Tivyna est un genre d'araignées aranéomorphes de la famille des Dictynidae.

## Distribution
Les espèces de ce genre se rencontrent en Amérique.

## Liste des espèces
Selon World Spider Catalog (version 26, 12/07/2025) :
- Tivyna moaba (Ivie, 1947)
- Tivyna pallida (Keyserling, 1887)
- Tivyna petrunkevitchi (Gertsch & Mulaik, 1940)
- Tivyna sonora (Gertsch & Davis, 1942)
- Tivyna spatula (Gertsch & Davis, 1937)

## Systématique et taxinomie
Ce genre a été décrit par Chamberlin en 1948 dans les Dictynidae. Il est placé en synonymie avec Dictyna par Chamberlin et Gertsch, 1958. Il est relevé de synonymie par Lehtinen en 1967.

## Publication originale
- Chamberlin, 1948 : « The genera of North American Dictynidae. » Bulletin of the University of Utah, vol. 38, no 15, p. 1-31.